# 山田智三郎
山田 智三郎（やまだ ちさぶろう、1908年10月11日 - 1984年4月11日）は、日本の美術史家。

## 来歴
東京出身。ベルリン大学を卒業後、共立女子大学教授、イスラエル・ハイファの日本美術館初代館長、1968年から国立西洋美術館館長を歴任した。1969年から新潮文芸振興会が主催した「日本芸術大賞」の選考委員（全32回中・第14回まで）だった。

## 著書
- 十七・八世紀に於ける欧州美術と東亜の影響 蘆谷瑞世訳 アトリエ社 1932
- ダ・ヴィンチ 1950〈アルス美術文庫〉

## 共編著
- 独逸精神の造形的表現 フォン・デュルクハイム共編 アトリエ社 1942
- 西洋美術辞典 今泉篤男共編 東京堂 1954
- 原色版美術ライブラリー 第12 十八世紀の絵画 みすず書房 1956
- 世界美術全集 第34巻 西洋 第10（近世第2）角川書店 1962
- 大系世界の美術 17 ロココ美術 学習研究社 1972
- 宮本三郎画集 河北倫明・本間正義共編 朝日新聞社 1977.4
- 日本と西洋 美術における対話 講談社 1979.4
- 世界の建築 第7巻 バロック・ロココ 学習研究社 1982.9

## 翻訳
- 希臘羅馬の芸術 ローデンワルト 青木書店 1943
- ルネッサンスのイタリア画家 B.ベレンソン 新潮社 1961

## 参考
- 日本人名大辞典